# ジョン・アースキン (第21代マー伯爵)
第21代マー伯爵ジョン・アースキン（英語: John Erskine, 21st Earl of Mar、1668年9月没）は、スコットランド貴族、軍人。1634年から1654年までアースキン卿の儀礼称号を使用した。

## 生涯
第20代マー伯爵ジョン・アースキンとクリスチャン・ヘイ（Christian Hay、1668年5月24日没、第9代エロル伯爵フランシス・ヘイの娘）の息子として生まれた。
1640年にはスコットランド軍で戦っていたが、1641年にチャールズ2世側に寝返り、1645年9月13日のフィリップホフの戦いにも参戦した。チャールズ2世側についた結果、24,000マークの罰金を課された。
1654年に父が死去すると、マー伯爵の爵位を継承したが、父の代に没収された領地は1660年の王政復古でようやく返還された。王政復古の時点ですでに目が見えなくなったが、1661年1月1日のスコットランド議会開会式で宝剣を持つ役割を務めた。
1668年9月に死去、息子チャールズが爵位を継承した。

## 家族
1641年、エリザベス・スコット（Elizabeth Scott、1621年11月 – 1647年7月23日以前、の娘）と結婚した。
1647年10月8日、メアリー・マッケンジー/ジーン・マッケンジー（Mary Mackenzie/Jean Mackenzie、1668年5月没/1674年9月15日以降没、第2代シーフォース伯爵ジョージ・マッケンジーの娘）と再婚、2男3女をもうけた。
- チャールズ（1650年 – 1689年） - 第22代マー伯爵
- ジョージ（1676年6月21日没）
- バーバラ（1690年8月没） - 1670年9月7日、第2代ダグラス侯爵ジェイムズ・ダグラスと結婚、子供あり
- メアリー（1695年以前没） - 1673年8月5日、第11代グレンカーン伯爵ジョン・カニンガムと結婚、子供あり
- ソフィア（1734年6月以降没） - 1676年、第3代ピットスリゴのフォーブス卿アレクサンダー・フォーブスと結婚、子供あり